# Alexis Van Opstal
Alexis Van Opstal, né à Anvers le 4 avril 1874 et mort à Rhode-Saint-Genèse le 8 janvier 1936, est un armateur belge qui a fait fortune dans le transport maritime de passagers vers le Congo.

## Biographie
Alexis Van Opstal fait des études en sciences commerciales et entre rapidement dans le monde des affaires. Après avoir épousé la nièce d'Albert Thys, Mathilde, Alexis Van Opstal reste dans le giron de la Compagnie Belge Maritime du Congo en passant notamment à l'Agence maritime Walford, alors chargée de gérer les intérêts de la Compagnie. 

### Première Guerre mondiale
Durant la Première Guerre mondiale, Van Opstal joue un rôle primordial au niveau des collaborations du commerce maritime entre la Belgique, sa colonie et l'Angleterre, étant placé provisoirement à la tête de la Compagnie.

### Agence maritime internationale et Compagnie maritime belge
En 1919, il est nommé administrateur délégué de la nouvelle Agence maritime internationale, et, en 1923, au conseil d'administration de la Compagnie belge maritime du Congo. Artisan de la fusion de cette compagnie avec le Lloyd Royal en 1930, il tient bon lors des difficultés liées à la crise. Il meurt en 1936, laissant le souvenir d'un homme calme et posé derrière lui, tant et si bien que la Compagnie maritime belge nomme un bateau à son nom.